# نورا بازدولج-هبيجار
نورا بازدولج-هبيجار (بالبوسنوية: Nura Bazdulj-Hubijar)‏ هيَ روائية وشاعرة وَكاتبة مسرحية بوسنية، وُلدت بالقرب من فوتشا، ودرست في المدرسة والكلية الطِبية في سراييفو وبعدَ ذلك انتقلت إلى تراونيك. بالإضافة إلى أعمالها في علم الأحياء الدقيقة الطبية، نَشرت نورا العديد من الروايات والقصائد والمسرحيات، كما ساهمت في مجال مَجلات الأطفال.